# Bum Bum (Speiseeis)
Bum Bum ist eine Marke der Firma Nestlé Schöller für Speiseeis. Sie wurde am 3. Juni 1991 beim Deutschen Patent- und Markenamt eingetragen. Die Basis besteht aus einem Milcheis mit Vanille- und Erdbeeraroma, überzogen mit einer roten Zuckercremeglasur. Die Besonderheit des Produkts besteht in einem Stiel aus Kaugummi, der von einer blauen Plastikhülle umschlossen ist. Nach dem Eisverzehr kann diese Hülle entlang einer Perforation geöffnet werden, was den Kaugummikern freilegt.
Der Name der Eismarke ist eine Anspielung auf den Spitznamen des deutschen Tennisspielers Boris Becker, Bum Bum Boris (oder auch Bumm Bumm Boris). Als Becker 1985 unerwartet das Tennisturnier von Wimbledon gewann, brachte Theo Schöller 1986 das Eis, dessen Form einem Tennisschläger nachempfunden ist, auf den Markt. Auch durch den erneuten Titelgewinn Beckers 1986 fand das Eis im Sommer des Jahres reißenden Absatz und etablierte sich in der Folge als feste Größe im deutschen Stieleissortiment.
Das Bum Bum Eis hat im Vergleich zu seiner ursprünglichen Form etwas an Größe verloren. Der Hersteller begründet dies mit strengeren eigenen Anforderungen an Kindereisprodukte.